# Cernon (Marne)
Cernon település Franciaországban, Marne megyében. Lakosainak száma 126 fő (2022. január 1.). Cernon Bussy-Lettrée, Coupetz, Dommartin-Lettrée, Mairy-sur-Marne és Saint-Quentin-sur-Coole községekkel határos.

## Népesség
A település népességének változása:
| Lakosok száma | 116  | 116  | 112  | 120  | 130  | 128  | 128  | 125  | 127  | 126  |
|               | 1968 | 1982 | 1990 | 2006 | 2013 | 2015 | 2017 | 2019 | 2020 | 2022 |